# 1426
1426 (MCDXXVI) a fost un an comun al calendarului iulian, care a început într-o zi de marți.

## Nașteri
- februarie: Christian I al Danemarcei  (d. 1481)
- 19 septembrie: Maria de Cleves  (d. 1487)
- dată necunoscută: Roman al II-lea  (d. 1448)
- dată necunoscută: Stefan Crnojević  (d. 1465)
- dată necunoscută: Cecilia Gonzaga  (d. 1451)
- octombrie: Ioan Pongracz de Dindeleag  (d. 1476)

## Decese
- 27 decembrie: Filippo Buondelmonti degli Scolari general al regelui Sigismund al Ungariei (n. 1369)
- 5 mai: Sfântul Efrem cel Nou  (n. 1384)
- dată necunoscută: Nicolae Csák politician maghiar (n. ?)
- dată necunoscută: Andrea Scolari episcop romano-catolic (n. ?)